# Каменка (Воробьёвский район)
Каменка — село в Воробьёвском районе Воронежской области России.
Входит в состав Солонецкого сельского поселения.

## География

### Улицы
- ул. Варшавская,
- ул. Заречная,
- ул. Комсомольская,
- ул. Набережная,
- ул. Пролетарская,
- ул. Садовая,
- ул. Фридриха Энгельса.

## История
Земельный надел села Клёповка тянулся узкой лентой на юго-восток на 25 верст. Там на самом краю клёповских полей степь прорезали балки от вершка речки Данило. В одной из таких балок было много камня и от того эта балка получила название Каменный Яр.
Там клёповцы стали разрабатывать камень на разные строительные нужды. Около карьера и появился хутор, в конце 18 века, который и получил название Каменный. Поселились здесь крестьяне из села Клёповки, Хутор отмечен на карте Воронежской Губернии 1797 года.
Хутор был совсем маленьким, жизнь не заладилась и его население видимо вернулось в Клёповку.
Вторичное заселение хутора начинается в 1862 году, когда на Каменный Яр выселилось сразу несколько семей.
Сначала он назывался Каменным Выселком, а после сооружения церкви и-селом Каменка.
Крестьяне занимались хлебопашеством, на своих небольших участках, вырабатывали камень. 
В 1887 году в Каменке было 77 дворов, 726 жителей. По данным 1900 года в Каменке насчитывалось 109 дворов, 888 жителей. Они имели надел 1570 десятин. В селе было 5 гончарных заведений. Торговцы держали винную и молочную лавки. Работала маленькая земская школа. В ней в 1905 году училось 36 мальчиков и 11 девочек.
На сегодняшний день в Каменке 280 дворов, 300 человек, медпункт, клуб, библиотека, 2 магазина.

## Население
| 2010 |
| ---- |
| 307  |